# Baikal (Primórie)
Baikal - Байкал (rus) - és un possiólok del krai de Primórie, a l'Extrem Orient de Rússia, que en el cens del 2010 tenia 49 habitants.